# Damian Raczkowski
Damian Raczkowski (Białystok; 11 de Abril de 1975 — ) é um político da Polónia. Ele foi eleito para a Sejm em 25 de Setembro de 2005 com 5527 votos em 24 no distrito de Białystok, candidato pelas listas do partido Platforma Obywatelska.